# Anna Maria Magaldi Paternostro
Ana María Magaldi Paternostro, també coneguda com a Ana Magaldi, (Girona, 1953) és una jurista catalana, que va exercir de fiscal en cap provincial de Barcelona entre 2012 i 2018.
El novembre del 2012 va ser designada fiscal en cap de l'Audiència Provincial de Barcelona, després que Martín Rodríguez Sol assumís la Fiscalia Superior de Catalunya. Pel que fa a la imputació d'Artur Mas, Joana Ortega i Irene Rigau amb relació a la consulta sobre la independència de Catalunya del 9 de novembre de 2014, va intervenir quan la Fiscalia Superior del TSJC va emetre un informe contrari a aquesta imputació, donant suport al fiscal general de l'Estat, Eduardo Torres-Dulce, enfront del criteri de la fiscalia catalana. L'any 2018 es va jubilar i Concepción Talón la va substituir al capdavant de la fiscalia provincial. El 14 de març de 2018, el ministre de Justícia espanyol, Rafael Catalá, va premiar-la, juntament amb sis fiscals més, amb la creu de l'Orde de Sant Ramon de Penyafort «pel seu paper davant del desafiament secessionista i pels seus esforços per evitar el referèndum independentista de l'1 d'octubre».
Forma part de l'entitat conservadora Associació de Fiscals, la majoritària entre els professionals de la fiscalia espanyola. És germana de la jutgessa María José Magaldi Paternostro, titular de la sala penal de l'Audiència Provincial de Barcelona, i anteriorment del Jutjat d'instrucció número 5 de l'Hospitalet de Llobregat.